# Psychotria hawaiiensis
Psychotria hawaiiensis är en måreväxtart som först beskrevs av Asa Gray, och fick sitt nu gällande namn av Francis Raymond Fosberg. Psychotria hawaiiensis ingår i släktet Psychotria och familjen måreväxter. Inga underarter finns listade i Catalogue of Life.